# Chalana

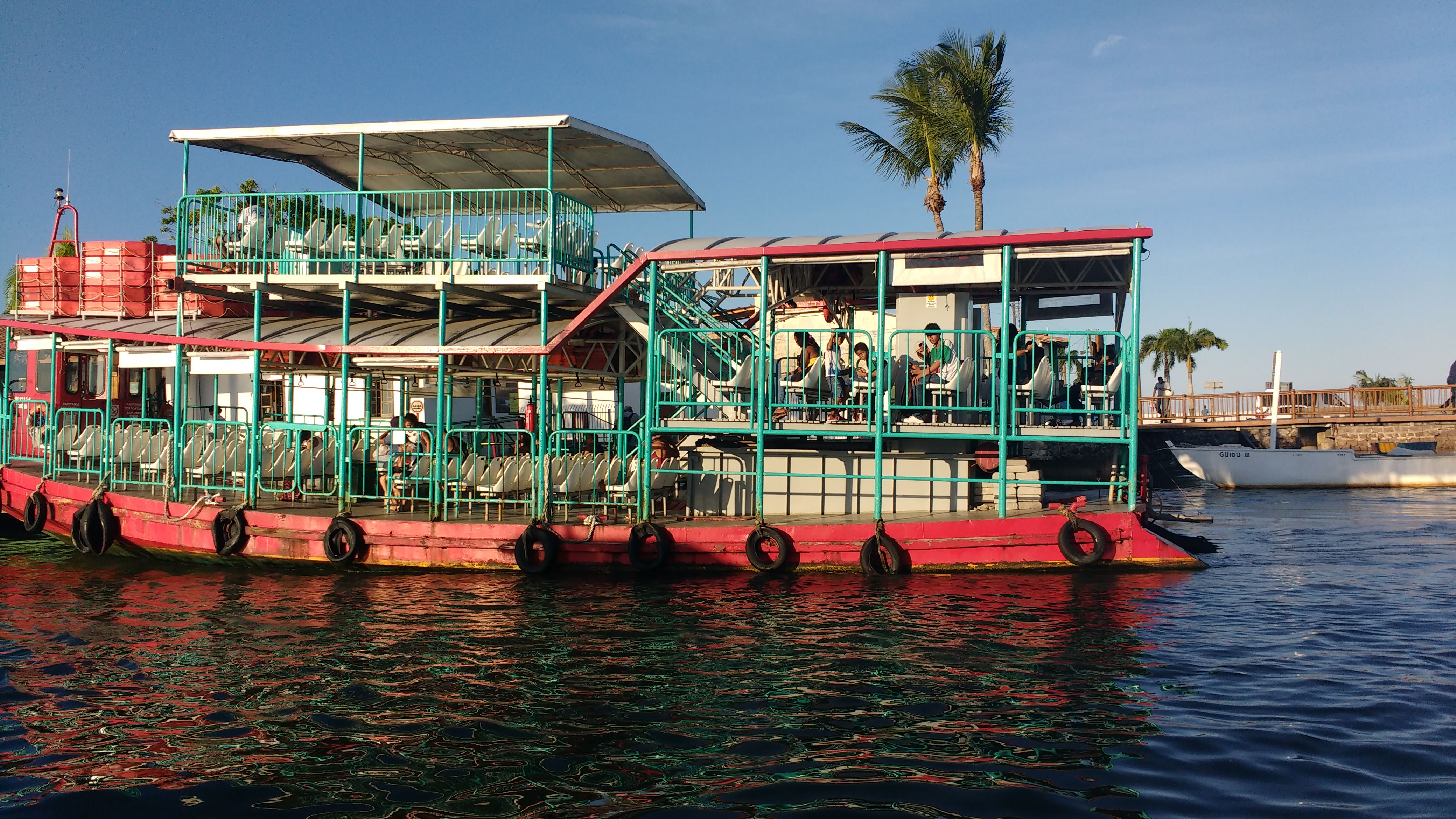
Chalana em Porto Seguro, Bahia, Brasil

Chalana é uma espécie de grande embarcação com fundo plano. Ao contrário das gaiolas, que não têm divisões internas, as chalanas têm cabinas para os passageiros.
É o principal meio de transporte nas regiões mais remotas do Pantanal, por ser uma embarcação de grande porte. Usada também para a navegação nos rios pantaneiros entre Brasil e Bolívia, principalmente no rio Paraguai.

## Etimologia
A palavra “chalana” vem do espanhol chalana, que vem do francês chaland, que vem do grego transliterado khelándion, "barco de fundo chato". Manteve esse significado ao longo de todo esse tempo.

## Cultura popular
No Brasil, as chalanas ficaram famosas com a música Chalana, de Mario Zan e Arlindo Pinto, interpretada por Sérgio Reis e Almir Sater.
Em 2017 o Trio Parada Dura gravaram seu DVD a bordo de uma chalana com famosos e convidados em Capitólio em Minas Gerais.
Como nome próprio, pode ter passado a ser usado na Península Ibérica a partir de atividades de um iniciador de família, seja no transporte fluvial, seja na construção dessas embarcações.